# Etoxikin
Etoxikin är ett bekämpningsmedel, antioxidant och konserveringsmedel, som bland annat används till äpplen, päron, vitaminer, samt djur- och fiskföda. Dess främsta verkan är som pesticid.
Etoxikin är kemiskt ett 1,2-dihydro-2,2,4-trimetylkinolin-6-yl -etyl-eter vilket innebär att det är ett slags kinolin.